# Tatort: Katz und Maus
Katz und Maus ist ein Fernsehfilm aus der Krimireihe Tatort. Der von MDR Fernsehen produzierte Beitrag ist die 1217. Tatort-Episode und wurde am 20. November 2022 im SRF und im Ersten und am 11. Dezember im Österreichischen Rundfunk (ORF) ausgestrahlt. Die Dresdner Ermittler Karin Gorniak und Peter Michael Schnabel ermitteln in ihrem 14., Leonie Winkler in ihrem 8. Fall.

## Handlung
Ein Entführer verschleppt die Boulevardreporterin Brigitte Burkhard auf offener Straße in Dresden. Er wendet sich mit einer Videobotschaft an die Polizei – wenn nicht innerhalb von 24 Stunden 150 angeblich entführte Kinder freigelassen werden, muss Brigitte Burkhard sterben. Die Kommissarinnen Gorniak und Winkler verdächtigen zunächst Brigitte Burkhards Mann Achim: Sie hatte, den Ermittlungen zufolge, am Tag vor der Entführung ihrem Mann die Scheidung angekündigt, weil er eine sexuelle Beziehung zu einem Mann hatte.
Über Lichtsignale weist der Entführer, der eine Maus-Maske trägt, die Polizei in seinem Erpressungsvideo auf ein Bistro hin, wo die Kinder angeblich gefangengehalten werden. Kommissar Schnabel lässt es durch ein SEK stürmen und durchsuchen – allerdings ohne Ergebnis. Als das Ultimatum abläuft, erschießt der Entführer Brigitte Burkhard vor laufender Videokamera.
Am selben Abend verschleppt der Entführer Kommissar Schnabel und stellt ein neues Ultimatum von 24 Stunden. Schnabel kann die Kommissarinnen dabei durch ein Rhythmus-Signal auf den Fall von Zoe Sobotta hinweisen, die 15 Monate zuvor auf einer Klassenfahrt verschwunden ist. Gorniak und Winkler ermitteln, dass Zoe vor ihrem Vater Michael Sobotta davongelaufen ist, nachdem dieser sie mit ihrem Freund im Bett erwischt und ihn vor ihren Augen verprügelt hatte. Sobotta war daraufhin in Verdacht geraten, etwas mit dem Verschwinden seiner Tochter zu tun zu haben, was durch einen mit Halb- und Unwahrheiten durchsetzten, von Brigitte Burkhard verfassten Zeitungsartikel noch verstärkt wurde. Die Ermittlungen waren eingestellt worden, nachdem Zoes Mutter einen Brief von ihrer Tochter erhalten hatte. Der sich immer mehr in Verschwörungsideologien aus dem Internet verlierende Sobotta hatte den Brief für gefälscht gehalten und behauptete weiterhin, seine Tochter sei entführt worden.
Die Kommissarinnen fahren zu Sobottas Wohnung, wo sie ihn aus der Wohnungstür kommend antreffen und von ihm beschossen werden. Er flüchtet und entkommt.
Holger Kirbach, ein Teenager, der unter dem Pseudonym „Grinsekatze“ über seine kommerzielle Website Verschwörungsmythen verbreitet, hatte mit Sobotta über das Internet Kontakt.
Die Kommissarinnen bringen Zoe, die sich aufgrund der Meldungen in den sozialen Medien bei der Polizei meldet, dazu, sich über ein Video an ihren Vater zu wenden. Michael Sobotta vereinbart mit Zoe ein Treffen in einem Restaurant auf einem Schiff und erscheint dort, obwohl es von der Polizei bewacht wird. Sobotta weigert sich, Zoe als seine Tochter zu erkennen, und behauptet, sie sei eine Schauspielerin. Die Polizei kann ihn nicht verhaften, weil sie dadurch Schnabel gefährden würde. Seine Verfolgung über einen Tracker misslingt.
Kommissarin Winkler lädt im Alleingang mit Hilfe von Kirbach ein Fakevideo über die Befreiung von Kindern aus einem Keller ins Internet. Sobotta hält das Video zwar für echt, lässt Schnabel aber immer noch nicht frei.
Die Kommissarinnen vermuten Sobotta und Schnabel in einem noch nicht durchsuchten Teil von Sobottas Wohnung. Während sich Winkler, die zuerst am Objekt eintrifft, dort Zugang verschafft, gelingt es Schnabel, seine Fesseln zu lösen. In einem Kampf erhält Schnabel einen schweren Bauchschuss. Sobotta schießt erfolglos auf Leonie Winkler. Als er erkennt, dass er aus der Wohnung nicht mehr entkommen kann, tötet er sich selbst durch einen Schuss von unten in den Kopf. Winkler kann ihn nicht davon abhalten und eilt zu ihrem Chef, der regungslos am Boden liegt. Sie und die danach eingetroffene Gorniak bemühen sich, Schnabel bis zum Eintreffen eines Notarztes am Leben zu halten. In der Schlussszene kündigt „Grinsekatze“ auf seiner Website sein neuestes Verschwörungs-Video an, in dem er der Polizei unterschwellig unterstellt, einen „unschuldigen Vater“ – Sobotta – „in den Tod getrieben“ zu haben. Ob Peter Schnabel überlebt, bleibt offen, wird aber in der Folge Totes Herz aufgelöst.

## Hintergrund
Als Ausgangspunkt für ihr Drehbuch diente den Autoren Stefanie Veith und Jan Cronauer die im Präsidentschaftswahl in den Vereinigten Staaten 2016 gegen die demokratische Kandidatin Hillary Clinton gerichtete Verleumdungsaktion und Verschwörungstheorie Pizzagate über einen angeblichen Kinderpornoring, in den Clinton verwickelt sei. Ins Rollen brachte ihre Story laut Cronauer die Überlegung: „Was, wenn ein Täter etwas verlangt, was man ihm schlichtweg nicht erfüllen kann, weil es einfach nicht existiert? Wir haben uns gedacht, dass es wahnsinnig schwierig sein müsste, sich mit so einem Menschen auseinanderzusetzen.“ Der „Grinsekatze“, hinter der ein blasierter Teenager steckt, legen sie entsprechend in den Mund: „Das Beste an Verschwörungstheorien ist ihre Unwiderlegbarkeit.“
Der Film wurde vom 3. August 2021 bis zum 1. September 2021 in Dresden gedreht. Für den Regisseur Gregory Kirchhoff war er das Tatort-Debüt; Hans Löw spielte zum zehnten Mal in einem Tatort mit.

## Rezeption

### Kritiken
Rainer Tittelbach von Tittelbach.tv urteilte: Dieser Tatort „setzt 90 Minuten lang auf die Dramaturgie eines Thrillers: eine Entführung, ein Ultimatum, eine Todesdrohung, Kommissare, denen die Zeit davonläuft. Spannung und Emotionalität werden zusätzlich dadurch gesteigert, dass der […] Kripo-Chef [selbst] in die Fänge des Geiselnehmers gerät. Der größte Reiz aber ergibt sich aus der Persönlichkeit des Antagonisten. […] Mit diesem Entführer ist es unmöglich, ein vernünftiges Gespräch zu führen. Psychologisch und gesellschaftspolitisch bleibt der Fall auf dem (Betroffenheits-)Niveau des Ermittler-Trios – sprich: mit einem intellektuelleren Tatort-Team wäre mehr möglich gewesen. Dennoch wird man diesen Thriller mit Drama-Momenten wegen der Ausweglosigkeit des Falls, der markanten Kommunikationssituation und Hans Löw als Fake-News-Fan länger als andere Krimis in Erinnerung behalten.“
Bei der Süddeutschen Zeitung schrieb Holger Gertz: „Ein aufregender und sehenswerter Thriller ist ‚Katz und Maus‘ […], viel Tempo, beeindruckender Look. Und inhaltlich vor allem ein Kernphänomen der irritierenden Gegenwart immer im Blick: Wie unerreichbar Teile der Gesellschaft längst geworden sind.“
Für den Der Spiegel wertete Christian Buß: „Es gibt in diesem Film einige Thriller-Twists und Zuspitzungen, die man so oder ähnlich schon in anderen Dresden-‚Tatorten‘ gesehen hat […]. Aber zwischendrin finden sich etliche Passagen, die auch das eingeübte Thriller-Publikum verblüffen. […] Dieses Motiv hat man so konsequent erzählt im deutschen Fernsehen noch nicht gesehen: Der Verschwörungsmythos dient als Krücke, an der sich der Soziopath aus der von ihm selbst verbockten Realität schleppt.“
Matthias Dell verglich in der Online-Ausgabe der Zeit den Kriminalfilm mit dem letzten Bundesligaspiel vor der Winter- und Weltmeisterschaftspause 2022 zwischen dem SC Freiburg und Union Berlin: „Leider ist der Film auch so: In der ersten Hälfte geht's hoch her, in der zweiten ist die Luft dann raus.“ Lob fand er für die Besetzung des Mausmaskenmanns Sobotta mit Hans Löw und für die Filmmusik von Lucas Ezequiel Zavala, der er bescheinigte, „eigentlich nicht uninteressant“ zu sein – Zavala wurde für sein Werk für den Rolf-Hans Müller Preis für Filmmusik nominiert.

### Einschaltquoten
Bei der Erstausstrahlung von Tatort: Katz und Maus am 20. November 2022 verfolgten in Deutschland insgesamt 9,25 Millionen Zuschauer die Filmhandlung, was einem Marktanteil von 29,8 Prozent für Das Erste entsprach. In der als Hauptzielgruppe für Fernsehwerbung deklarierten Altersgruppe von 14–49 Jahren erreichte Katz und Maus 1,96 Millionen Zuschauer und damit einen Marktanteil von 25,4 Prozent.